# FITS
FITS (англ. Flexible Image Transport System — гибкая система передачи изображений) — цифровой формат файлов, используемый в науке для хранения, передачи и редактирования изображений и их метаданных (электронных таблиц). Чаще всего FITS используется в астрономии. В отличие от других форматов изображений, FITS разработан специально для научных данных и поэтому включает в себя метаданные, описывающие информацию о фотометрической и пространственной калибровке, вместе с метаданными исходного изображения.
Главная особенность FITS в том, что метаданные изображения хранятся в удобочитаемом заголовке, формата ASCII. Это сделано для того, чтобы любой пользователь, не имеющий специального программного обеспечения, мог бы прочитать заголовки и получить общее представление о происхождении файла.
Каждый файл FITS имеет один или несколько заголовков, содержащих ASCII-строки (фиксированной длины в 80 символов) из пар ключ/значение, перемежающихся между блоками данных. В парах ключ/значение записана информация о размере, происхождении, координатах, формате двоичных данных, комментариях в свободной форме, истории изменений данных и обо всём, что автор посчитал нужным: в дополнение к зарезервированным ключам, можно произвольным образом использовать незанятые названия ключей.
FITS также часто используется, чтобы хранить просто информацию без изображений (данные о спектрах, матрицы, или даже структурированную информацию, типа баз данных). Файл FITS может содержать несколько блоков, и каждый из них может содержать по объекту. Например, в одном файле можно хранить обычную фотографию, рентгеновские и инфракрасные снимки.

## Изображения
Формат FITS используется в первую очередь для хранения изображений (блоков заголовков/данных). Термин «изображение» применим слабо, так как сам формат поддерживает массивы данных произвольного измерения, в основном 2-D и 3-D (третье измерение представляет собой цветовую плоскость). Сами данные хранятся в целочисленном или дробном формате, что указывается в заголовке.
Заголовки изображения могут содержать информацию о нескольких системах координат, положенных в основу самого изображения. Изображения имеют присущую им Прямоугольную систему координат, описывающую положение каждого пикселя. Но для научных целей требуются «мировые» координаты, например, Система небесных координат.
По мере развития FITS, описания системы Мировых координат (СМК) становились всё более сложными: ранние FITS изображения имели простой параметр масштабирования для представления размера пикселов; последние версии FITS используют разнообразные нелинейные системы координат для произвольного представления изображения. Стандарт СМК включает в себя много различных сферических проекций, например HEALPix, широко использующуюся в наблюдениях космического микроволнового фонового излучения.

## Таблицы
FITS также поддерживает табличные данные с наименованием столбцов и многомерными строками. Могут быть заданы параметры форматов двоичных и ASCII таблиц. Данные каждого столбца могут иметь формат отличный от других. Возможность связывания разных заголовков и блоков данных, позволяет представлять FITS файлы в виде полноценных реляционных баз данных.

## Использование FITS-файлов
Поддержка FITS доступна во множестве языков программирования, которые используются для научных работ: C, Fortran, Java, Perl, Python, S-Lang и IDL. Офис Поддержки FITS в НАСА утверждает список библиотек и платформ, которые в текущее время поддерживают FITS.

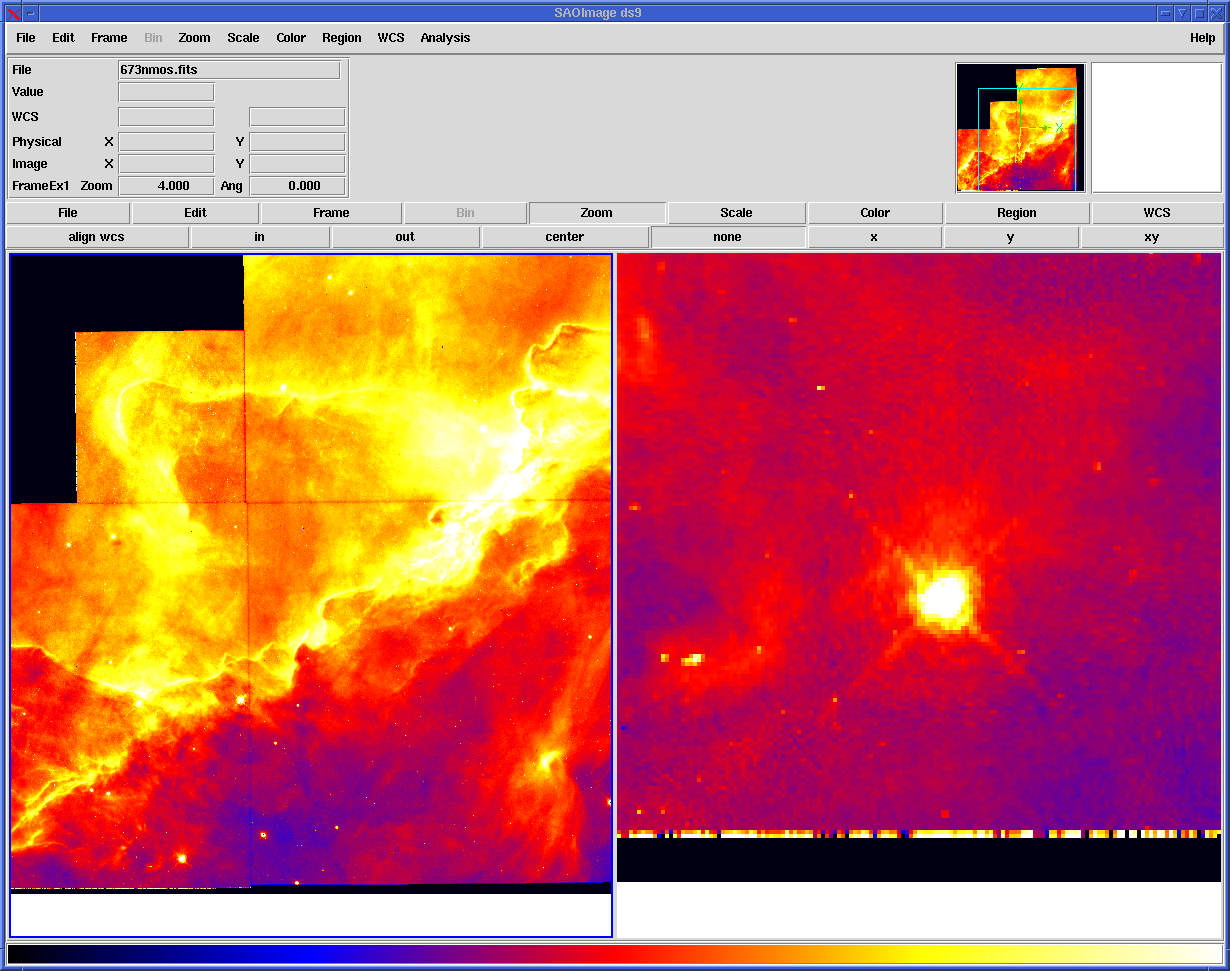
SAOImage DS9 in FVWM2

Графические редакторы, как GIMP, Photoshop и IrfanView в принципе могут читать простые FITS-изображения, но, как правило не в состоянии интерпретировать более сложные таблицы и базы данных. Научные группы часто пишут свой собственный код для взаимодействия с их FITS-данными. Список таких программ доступен на сайте Поддержки FITS НАСА.
Многие научные компьютерные программы используют данные систем координат в заголовках FITS для представления, сравнения, правки и других операций FITS-изображений. Например, библиотека преобразования координат, включённая в PDL, библиотека PLOT MAP в программном пакете исследования физики солнца solarsoft, библиотека Starlink Project AST в Си, и программный пакет PyFITS в Питоне.

## История стандартов
Версия 3.0 стандарта FITS была принята в июле 2008 года МАС (Международным Астрономическим Союзом, англ. International Astronomical Union, IAU) на встрече Рабочей группы по FITS.
Версия FITS 4.0 официально принята МАС на встрече Рабочей группы по FITS в июле 2016 года.